# تاغيا (آيت بوأولى)
تاغيا هي إحدى مشيخات المملكة المغربية، تتبع جغرافيا لإقليم أزيلال وإداريًا لآيت بوأولى. يقدر عدد سكانها بـ 1654 نسمة حسب الإحصاء الرسمي للسكان والسكنى لسنة 2004.